# Держава загального добробуту

Витрати на соціальне забезпечення по країнах у 2019 р.

Держава загального добробуту, держава суспільного добробуту (англ. welfare state) — це термін, яким узагальнено характеризують політику держави, що має на меті забезпечення надання низки таких основних послуг, як охорона здоров'я, належний рівень освіти (зазвичай безкоштовної) завдяки державному фінансуванню. Це одна з багатьох концепцій правової держави. Обов'язково слід зазначити, що держава добробуту — це один із специфічних різновидів соціальної держави, який розглядається у своїх виокремлених аспектах.
Метою утворення держави загального добробуту є забезпечення для людей таких умов, котрі стали б для них стимулом у сприйнятті існуючого суспільного та економічного устрою, а також створення прийнятних умов повсякденного життя.
Термін увійшов у вжиток протягом 1940-х років — у той час, коли швидко зростала роль держави в цій сфері (особливо в Англії). Існування певної форми держави загального добробуту приймається більшістю сил усього політичного спектру, а докорінно заперечують її тільки прихильники доктрини свободи волі, лібертаріанці, для яких вона уособлює порушення прав тих, хто має сплачувати податки для забезпечення її функціонування[5].

## Походження терміна
Термін «добробут» набагато давніший за термін «держава загального добробуту». За часів освіченого абсолютизму правитель мав необмежену владу, яку він повинен був використовувати лише в тій мірі, в якій це було необхідно для «добробуту» його підданих. Зміст «добробуту» або «доброї поліції», який обмежував законне здійснення влади правителем, визначався владою на власний розсуд. Це також називають «абсолютизмом добробуту». Термін «держава загального добробуту» використовується у зв'язку з князівським абсолютизмом, зазвичай у поєднанні з такими атрибутами, як абсолютистська, меркантилістська або домодерна.
Німецький термін Sozialstaat («соціальна держава») використовується з 1870 року для опису програм державної підтримки, розроблених німецькими соціальними політиками і впроваджених в рамках консервативних реформ Отто фон Бісмарка[7].
Сьогодні цей термін використовується майже повністю для позначення «сучасної» соціальної держави, яка виникла в XIX столітті в ході соціально-економічних потрясінь, викликаних індустріалізацією, формуванням національних держав і демократизацією. У той час як відповідний англійський термін welfare state є описово нейтральним, термін «Wohlfahrtsstaat» часто використовується в німецькій мові як войовничий термін з принизливою конотацією.
Дослівний англійський еквівалент «соціальна держава» (social state) не прижився в англомовних країнах.[8] Однак під час Другої світової війни англіканський архієпископ Вільям Темпл, автор книги «Християнство і соціальний порядок» (1942), популяризував цю концепцію, використовуючи словосполучення «держава загального добробуту» (welfare state). [9] Використання єпископом Темплом терміна «держава загального добробуту» пов'язане з романом Бенджаміна Дізраелі 1845 року «Сибіла, або Дві нації» (іншими словами, багаті та бідні), де він пише, що «влада має лише один обов'язок — забезпечувати соціальний добробут НАРОДУ».[10] У той час, коли він писав «Сибілу», Дізраелі (згодом прем'єр-міністр) належав до «Молодої Англії» — консервативної групи молодих торі, які були незадоволені тим, як віги вирішували питання бідності за умов індустріалізації. Члени «Молодої Англії» намагалися заручитися підтримкою привілейованих класів, щоб допомогти менш щасливим і визнати гідність праці, яка, на їхню думку, була характерною для Англії у феодальному середньовіччі[11].

## Історія розвитку теорії держави добробуту

### Давні часи

#### Індія
Імператор Індії Ашока висунув свою ідею соціальної держави у 3 столітті до нашої ери. Він уявляв свою дхарму (релігію або шлях) не просто як набір гучних фраз. Він свідомо намагався зробити її державною політикою; він заявляв, що «всі люди — мої діти»[12] і «які б зусилля я не докладав, я прагну лише до того, щоб віддати борг, який я винен усім живим істотам». Це був абсолютно новий ідеал царювання.[13] Ашока відмовився від війни і завоювання насильством і заборонив вбивати багатьох тварин.[14] Оскільки він хотів завоювати світ любов'ю і вірою, він відправив багато місій для поширення Дхарми. Такі місії були відправлені в такі місця, як Єгипет, Греція та Шрі-Ланка. Поширення Дхарми включало в себе багато заходів для забезпечення добробуту людей. В імперії та за її межами засновувалися центри лікування людей і тварин. Були закладені тінисті гаї, колодязі, сади і будинки відпочинку.[15] Ашока також заборонив марні жертвоприношення і певні форми зібрань, які призводили до марнотратства, недисциплінованості і забобонів.[14] Для реалізації цієї політики він набрав нову групу офіцерів, які називалися Дхармамахаматтами. Частина обов'язків цієї групи полягала в тому, щоб стежити за тим, щоб до людей різних сект ставилися справедливо. Особливо їх просили дбати про добробут ув'язнених[16][17].
Однак історичні відомості про Ашоку суперечливі. Власні написи Ашоки стверджують, що він навернувся до буддизму після ведення руйнівної війни. Однак шрі-ланкійська традиція стверджує, що він прийняв буддизм вже на 4-му році свого правління, хоча в ній не згадується про завоювання Калінги[18]. Під час цієї війни, згідно з Основним скельним едиктом Ашоки 13, загинуло близько 100 000 чоловік і ще 150 000 було депортовано. Деякі джерела (зокрема, буддійські усні легенди) припускають, що його навернення було драматичним і що він присвятив решту свого життя прагненню до миру і загального блага[19]. Однак ці джерела часто суперечать одне одному[20], а деякі джерела (наприклад, «Ашокавадана», найдавніші версії якої датуються 200-500 роками н. е.) описують Ашоку, який протягом усього свого правління займався масовими вбивствами на релігійному ґрунті, і не згадують про філантропічну діяльність, про яку говориться в більш ранніх легендах. Інтерпретація дхарми Ашоки після навернення є суперечливою, але, зокрема, тексти, які описують його особистий наказ про масові вбивства буддійських єретиків і джайнів, оскаржуються багатьма вченими, оскільки вони прямо суперечать його власним указам і носять легендарний характер[21][22][23][24].

#### Китай
Імператор Вень (203 - 157 рр. до н.е.) з династії Хань запровадив низку заходів, схожих на сучасну соціальну політику. Вони включали пенсії у вигляді їжі та вина для всіх, кому виповнилося 80 років, а також грошову підтримку у вигляді позик або податкових пільг для вдів, сиріт і людей похилого віку, які не мали дітей, щоб утримувати їх. Імператор Вень також був відомий своєю стурбованістю марнотратним витрачанням грошей платників податків. На відміну від інших ханьських імператорів, він носив простий шовковий одяг. Щоб змусити державу краще служити простим людям, жорстокі кримінальні покарання були пом'якшені, а державна бюрократія стала більш меритократичною. Це призвело до того, що вперше в історії Китаю чиновників почали відбирати за результатами іспитів[25].

#### Рим
Римська республіка періодично втручалася, щоб розподіляти безкоштовне або субсидоване зерно серед свого населення в рамках програми, відомої під назвою Cura Annonae. Місто Рим швидко зростало за часів Римської республіки та імперії, досягнувши чисельності населення, що наближалася до мільйона у другому столітті нашої ери. Населення міста зростало за межами можливостей прилеглих сільських районів задовольнити продовольчі потреби міста[27].
Регулярний розподіл зерна розпочався у 123 році до н.е. з прийняттям закону про зерно, запропонованого Гаєм Гракхом і схваленого римською плебейською радою (народними зборами). Кількість тих, хто отримував безкоштовне або субсидоване зерно, в певний момент зросла до 320 000 осіб[28][29] У 3 столітті нашої ери зерно було замінено хлібом, ймовірно, за часів правління Септимія Севера (193-211 рр. н.е.). Север також почав забезпечувати жителів Риму оливковою олією, а пізніше імператор Авреліан (270-275 рр.) наказав роздавати вино і свинину.[30] Хліб, оливкова олія, вино і свинина, очевидно, видавалися майже до кінця Західної Римської імперії в 476 р.[31] За оцінками, в ранній Римській імперії на частку хліба припадало від 15 до 33 відсотків всього зерна, що імпортувалося і споживалося в Римі.[32]
На додаток до їжі, Римська республіка також забезпечувала безкоштовні розваги через луді (публічні ігри). На проведення лудіїв виділялися державні гроші, але головуючий на них чиновник все частіше намагався збільшити пишність своїх ігор за рахунок особистих коштів, що було формою піару. Спонсор міг завоювати прихильність римлян[33].

### Ісламські халіфати
Концепція держави, що стягує податки до бюджету загального добробуту, була запроваджена серед арабів на початку 7-го століття халіфом Омаром, найімовірніше, адаптована з нових римських територій[34]. Закят також є одним з п'яти стовпів ісламу і є обов'язковою формою 2,5% податку на багатство, який сплачується всіма особами, що володіють майном, вищим за базовий поріг (нісаб), з метою надання допомоги нужденним раз на рік після Рамадану. Умар (584-644), лідер Рашидунського халіфату (імперії), створив соціальну державу за допомогою Байт аль-мал (скарбниці), яка, наприклад, використовувалася для зберігання продовольства в кожному регіоні Ісламської імперії, зарезервованому для арабів на півострові[35].

### Сучасність
Отто фон Бісмарк створив першу соціальну державу в сучасному індустріальному суспільстві із законодавством про соціальний захист у 1880-х роках в імперській Німеччині.[36][37] Бісмарк поширив привілеї соціального класу юнкерів на пересічних німців.[36] Його імператорське послання до Рейхстагу від 17 листопада 1881 року використовувало термін «практичне християнство» для опису його програми.[38] Німецькі закони тієї епохи також страхували робітників від промислових ризиків, притаманних робочому місцю.[39]
У Швейцарії Швейцарський фабричний закон 1877 року обмежив робочий час для всіх і надав допомогу по вагітності та пологах[39]. Швейцарська соціальна держава також виникла наприкінці 19 століття; її існування та глибина варіювалися залежно від кантону. Деякі з перших прийнятих програм включали допомогу в надзвичайних ситуаціях, початкові школи та будинки для людей похилого віку та дітей[40].
В Австро-Угорській імперії свою версію створив граф Едуард фон Тааффе через кілька років після Бісмарка в Німеччині. Законодавство на допомогу робітничому класу в Австрії з'явилося завдяки католицьким консерваторам. Фон Тааффе використав швейцарські та німецькі моделі соціальних реформ, зокрема Швейцарський фабричний закон 1877 р. Німецькі закони, які страхували робітників від промислових ризиків, притаманних робочому місцю, для створення поправки до Торгового кодексу 1885 р.[39].
Зміна ставлення у відповідь на світову Велику депресію 1930-х років, яка принесла мільйонам людей безробіття та злидні, відіграла важливу роль у переході до держави загального добробуту в багатьох країнах. Під час Великої депресії соціальна держава розглядалася як «середній шлях» між крайнощами комунізму зліва і нерегульованим капіталізмом laissez-faire справа.[41] У період після Другої світової війни деякі країни Західної Європи перейшли від часткового або вибіркового надання соціальних послуг до відносно повного охоплення населення «від колиски до могили». Інші західноєвропейські держави, такі як Велика Британія, Ірландія, Іспанія та Франція, цього не зробили[42]. Політолог Ейлін МакДонах стверджує, що основним фактором, який визначає, де виникла держава загального добробуту, є те, чи була в країні історична монархія з сімейними засадами (риса, яку Макс Вебер називав патримоніалізмом); там, де монархічна держава розглядалася як батьківський опікун населення, було легше перейти до менталітету, в якому індустріальна держава також могла б слугувати батьківським опікуном населення[43].
Діяльність сучасних соціальних держав поширюється на надання як грошових соціальних виплат (таких як пенсії за віком або допомога по безробіттю), так і соціальних послуг у натуральній формі (наприклад, послуги охорони здоров'я або догляду за дітьми). Завдяки цим положенням соціальні держави можуть впливати на розподіл добробуту та особисту автономію серед своїх громадян, а також на те, як громадяни споживають і як вони проводять свій час[44][45].
У розробку і реалізацію концепції держави добробуту зробили свій внесок представники всіх основних ідейно-політичних течій Заходу: лібералізму, соціал-демократії та консерватизму. У зв'язку з цим не можна не згадати про ряд таких видатних консервативних діячів Західної Європи, як О. Бісмарк у Німеччині, Б. Дізраелі в Англії та інші, які зробили значний внесок у обґрунтування поняття «держави добробуту». Однак у Західній Європі найбільший внесок у його формування зробила соціал-демократія. Так, відомий німецький соціолог і політолог Р. Дарендорф влучно називав XX ст. віком соціал-демократії. У США цю роль в значній мірі виконала демократична партія, що асоціюється з іменами таких політичних і державних діячів, як В. Вільсон, Ф. Рузвельт, Дж. Кеннеді, Л. Джонсон та інші.
Як вважає А. Марвік, поняття «держава добробуту» було сформульовано для того, щоб підкреслити його разючий контраст із німецьким висловом «військова держава», і вперше було використане щодо Великої Британії задля характеристики британського лейбористського уряду 1945—1950 рр[3]. Політика лейбористів стосовно держави загального добробуту була заснована на почутті обов'язку вдячного уряду щодо ветеранів і громадян після Другої світової війни[5].
Велику роль у формуванні концепції держави загального добробуту відіграло кейнсіанство з ідеями інтервенціонізму та стимулювання державних витрат.

## Співвідношення понять«соціальна держава»і «держава добробуту»
Дослідження досвіду становлення і функціонування соціальної держави доводять відсутність її єдиної моделі не тільки у світі, а й навіть у Європі. Це пов'язано з тим, що соціальна держава є досить загальною категорією. Саме тому вона не може бути піддана докладній правовій стандартизації. Питання про її зміст відкривається для вільних політичних обговорень, а тому існує значна кількість класифікацій.
Так, якщо в континентальній Європі панує власне модель «соціальної держави», то в США, Великій Британії та Скандинавських країнах — «держава добробуту». Відмінність між ними полягає в обсязі їх змісту. Якщо під поняттям «соціальна держава» слід розуміти тільки сукупність власне соціальних функцій держави, а також діяльність, спрямовану на пом'якшення наслідків економічних криз за допомогою соціальної політики, то зміст держави добробуту значно ширший. Останнім поняттям охоплюється вся система заходів, спрямованих на подолання різноманітних «вузьких місць» у суспільному розвитку, в тому числі в економіці, тоді як діяльність соціальної держави прямо не зачіпає функціонування економічного фундаменту суспільного життя[1].
Також можна зустріти точки зору, в яких соціальна держава і держава добробуту не розрізняються. Недиференційоване загальне користування терміном «держава добробуту» не дозволяє з'явитися придатній для аналізу концепції. Тому буде доречно провести наступні аналітичні відмінності між:
1. усіма сучасними індустріальними державами і державами добробуту: якщо вони не відрізнятимуться одне від одного, то слово «добробут» перетвориться на зайву частку;
2. державами, що забезпечують певний рівень добробуту всім своїм мешканцям, і тими, що роблять це тільки по відношенню до їх частини. Якщо держави другого типу теж мають право називатися державами добробуту, тоді це поняття може бути застосовне до будь-якої державі, бо всі без винятку сучасні індустріальні держави надають соціальні блага деяким своїм жителям, навіть якщо це тільки еліта. І в даному випадку слово «добробут» теж перетворюється на непотрібне;
3. державами добробуту, які проявляють себе краще або гірше в питаннях благодійності. Якщо можна якимось чином визначити та ідентифікувати держави добробуту, то як сконструювати узгоджені конкретні критерії їх ефективності і єдину шкалу оцінки досягнень? Тим, хто стверджує, що боротьба з бідністю — не єдина мета держави добробуту, одні лише показники скорочення диференціації доходів здадуться надто грубим орієнтиром, щоб по ньому судити про ефективність держави добробуту.
4. державними інститутами, що кореняться в національній культурі, цінностях і процедурах[6].

## Класифікація поняття «держава добробуту»
Аналізом, класифікацією «держав добробуту» і прогнозами їх майбутнього займаються стільки англійських вчених у різних країнах, що можна говорити про виникнення справжньої «індустрії держави добробуту» в науковому світі. Але чіткої згоди у питанні визначення цього поняття немає; сучасні дослідники відносять до розряду держав добробуту всі країни, які забезпечують хоч якийсь добробут деякому числу своїх жителів[5].
- Провідні дослідники держави добробуту Т. Маршалл, К. Еспін-Андерсен, Т. Тілтон, Н. Ферніс у 70-ті роки XX ст. зробили спробу уточнити зміст цього поняття, зробити його історичну класифікацію. Зокрема, вони виокремили три його різновиди:

1. «Позитивна держава соціального захисту» — це держава, яка орієнтується на зрівнювання шансів щодо благополуччя всіх громадян, на забезпечення та гарантування «рівних можливостей» всім і кожному. Прикладом такої держави є США.
2. «Держава соціальної безпеки» — держава, яка на додаток до забезпечення рівних шансів громадян, створює умови повної зайнятості та гарантує без винятку усім громадянам отримання доходів не нижче від рівня прожиткового мінімуму. Прикладом такої держави є Велика Британія.
3. «Соціальна держава загального добробуту» — держава, що забезпечує повну зайнятість, згладжує диференціацію доходів усього населення, створює численні постійно діючі державні та суспільні соціальні служби. Прикладом такої держави є Швеція.

З цієї класифікації виходить, що автори ототожнюють поняття «держава добробуту» і «соціальна держава», фіксуючи динаміку розвитку основних атрибутів соціальної держави[4].
- К. Еспін-Андерсен, провівши складний емпіричний аналіз, розробив схему, що диференціює види держави загального добробуту на основі ступеню розширення соціальних прав і суспільно-приватної організації соціального забезпечення. Відповідно до його схеми існує:

1. ліберальна держава загального добробуту (Сполучені Штати Америки, Канада й Австралія) — держава, що обмежує універсальні соціальні права, протиставляє клас одержувачів соціальної допомоги й інших громадян та надає переваги приватному сектору, як суб'єкту добробуту.
2. корпоратистська держава загального добробуту (Франція, Німеччина, Італія) — держава, у якій соціальні права є невід'ємною частиною визначених статусів. Ця модель, що підтримує існуючі класові відмінності, характеризується принципом субсидіарності і припускає державне втручання лише в тих випадках, коли сім'я й інші традиційні інститути неспроможні подбати про своїх членів.
3. соціально-демократична держава загального добробуту (Швеція, Данія, Норвегія) — держава, яка передбачає розширення соціальних прав і прагне до ліквідації соціальної нерівності. Ця модель держави загального добробуту ґрунтується на суспільному забезпеченні добробуту.

Класифікацію держав загального добробуту, розроблену К. Еспін-Андерсеном, доповнив Н. Гінсбург. На його думку існує ще один тип — Британська ліберально-колективістська держава загального добробуту, що являє собою поєднання соціалістичного і ліберального типів[5].

## Сутність поняття «держава (загального) добробуту»
Центральне місце в теорії держави добробуту посідає ідея забезпечення прийнятних для даного суспільства життєвих стандартів. X. Ламберт зазначав, що «суспільний добробут не тотожний економічному добробуту суспільства, рівно як і особистий добробут не ідентичний індивідуальному економічному добробуту». Особистий добробут, окрім чисто економічних критеріїв (таких, як зайнятість, рівень прибутку тощо) залежить і від рівня гарантій в державі політичних свобод (наприклад, свобода і безпека особистості, свобода слова, свобода совісті тощо), а також від таких показників, як соціальна захищеність, сімейне життя, можливості просування по службі тощо.
У державі добробуту суспільні блага неподільні. Вони надаються суспільними установами, їх створення та утримання на відповідному рівні не може бути в інтересах ніяких окремих осіб або невеликих груп, оскільки прибуток від них ніколи не зможе окупити витрати будь-якої окремої особи або невеликої групи осіб, хоча часто вони зможуть з лихвою окупитися великому суспільству.
Особливо велика роль держави в формуванні людського капіталу, що є важливим фактором економічного зростання. Буде доречно навести приклад з США, у яких підвищення тривалості освіти на один рік веде до збільшення ВВП на 5-15 %[5].
Проте, починаючи з 80-х років минулого століття, соціальний захист у США став розвиватися за іншим сценарієм. Під впливом демографічного й ідеологічного факторів почала швидко змінюватися філософія соціального захисту, що сприяло виникненню альтернативного варіанту держави загального добробуту. Нові підходи щодо соціального захисту трансформували державу загального добробуту в соціальну державу — «державу можливостей».
На думку К. Оффе і У. К. Пройсса, сутність держави загального добробуту полягає не у революційному перетворенні соціального та економічного порядку і не у формування громадян, здатних до автономного розгляду загального блага, а у відтворенні надійних робітників. «Ніде держава загального добробуту не створювалася для формування повноправних громадян шляхом поліпшення їхніх здібностей щодо відповідальних і зважених суджень при одночасному виході за межі їхніх безпосередніх соціальних і економічних інтересів»[2].
- Потрібно виокремити такі три основні припущення щодо сутності парадигми держави загального добробуту:

1. соціальні права громадянина (Т. Маршалл), які, на думку К. Еспін-Андерсена, складають сутність ідеї держави загального добробуту;
2. у державі загального добробуту основна відповідальність за соціальне забезпечення покладена на уряд;
3. добробут фінансується в основному через прямі витрати на соціальні потреби[5].

У науковій літературі останніх років держава загального добробуту розглядається як одна з двох ключових (поряд із виборчим правом) інституціональних субстанцій сучасних демократій. Як стверджують західні дослідники, демократизація економічної, розподільної та освітньої сфер передбачала поліпшення результатів політичного процесу шляхом сприяння раціональним якостям, почуттю матеріальної безпеки, свободі від тривог і страхів, більшій впевненості громадян, які користуються правом участі в економічних справах не тільки завдяки власній політичній діяльності, а також і через державну політику в соціальній та економічній сферах.

## Критика держави суспільного добробуту
Так само, як і позитивна економічна теорія, теорія суспільного добробуту передбачає, що регулювання відбуватиметься тоді, коли виникатиме реальна потреба, оскільки за таких умов чиста вигода суспільства від регулювання буде більшою, аніж якби його не було. Проте теорія не дає відповіді на запитання, яким саме чином буде з'являтися це саме рішення про необхідність регулювання. Інакше кажучи, ця теорія не пояснює нам, як або чому люди при владі, підприємці, споживачі та інші учасники економічної діяльності досягатимуть окресленої мети.
І що ще важливіше: теорія суспільного добробуту не може передбачити, в яких ситуаціях будуть застосовувати регулювання. Багато регулятивних норм не вирішують проблему таких «провалів» ринку, як, наприклад, природна монополія чи побічні витрати. Економічне регулювання не завжди виникає там, де є реальні «провали» ринку, і часто здається, що регулювання навпаки існує, щоб допомагати регульованим галузям і сприяти появі картелів замість того, щоб запобігати монополізації ринку в інтересах споживачів. Так, наприклад, нині ліквідована Комісія з торгівлі та транспортування вантажів між штатами зміцнила картель залізничників, які утримували ціни на рівні, вищому від конкурентного.
Це не означає, що регулювання ніколи не намагається задовольнити суспільні інтереси — радше йдеться про те, що теорія суспільного добробуту не може пояснити, чому виникають різні форми регулювання.